# Pilot (film)
Pilot (파일럿?, Pa-illeotLR; lett. "Pilota") è un film commedia del 2024 diretto da Kim Han-gyul, remake della commedia svedese del 2012 Cockpit, scritta da Erik Ahrnbom e diretta da Mårten Klingberg. È stato il quarto film più visto in Corea del Sud nel 2024.

## Trama
Han Jeong-woo, un pilota di linea della Hankuk Air talmente abile nel volo da essere popolare non solo tra i suoi colleghi, ma anche presso il grande pubblico grazie alle sue apparizioni nei programmi televisivi più seguiti, viene licenziato quando trapela un video in cui rivolge apprezzamenti fisici alle assistenti di volo durante una cena aziendale. Inserito nella lista nera e impossibilitato a trovare un impiego presso una qualunque altra compagnia aerea, si trova in ulteriore difficoltà quando la moglie, che trascura da tempo insieme al figlio piccolo, gli chiede il divorzio e lo caccia di casa. Jeong-woo si rifugia quindi dalla sorella minore Jeong-mi e una sera, dopo essersi ubriacato, ne usa i dati per candidarsi a una posizione da co-pilota presso la Han Air, avendo saputo che la compagnia sta assumendo donne pilota per ridurre il divario di genere. Ottenuto inaspettatamente un colloquio, costringe Jeong-mi, abile truccatrice, ad aiutarlo a travestirsi da donna con la minaccia di rivelare i suoi investimenti poco oculati alla loro madre, e prosegue con il suo inganno anche dopo essere stato assunto mentre fa amicizia con la co-pilota Yoon Seul-ki.

## Personaggi
- Han Jeong-woo, interpretato da Jo Jung-suk: famoso pilota di linea che, rimasto senza lavoro, ne ottiene uno nuovo indossando abiti femminili;[3]
- Yoon Seul-ki, interpretata da Lee Ju-myoung: pilota neo-assunta dalla Han Air insieme a Jeong-woo, di cui diventa una buona amica e collega;[3]
- Han Jeong-mi, interpretata da Han Sun-hwa: sorella minore di Jeong-woo, di cui aiuta a portare avanti l'inganno. Nella vita fa la YouTuber e pubblica tutorial ASMR sul trucco;[3]
- Seo Hyun-seok, interpretato da Shin Seung-ho: pilota giovane e spavaldo della Han Air che ha frequentato l'accademia di volo con Jeong-woo,[4] si ritrova a lavorare come superiore di "Jeong-mi";[3]
- Kim An-ja, interpretata da Oh Min-ae: madre di Jeong-woo e Jeong-mi, fan sfegatata del cantante Lee Chan-won;[5]
- Jung Soo-young, interpretata da Kim Ji-hyun: moglie di Jeong-woo;
- Noh Moon-young, interpretata da Seo Jae-hee: amministratrice delegata della Han Air;
- Han Si-hoo, interpretato da Park Da-on: figlio di Jeong-woo e Soon-young, ha sei anni ed è appassionato di danza classica.

## Produzione
Pilot è un remake della commedia svedese del 2012 Cockpit, scritta da Erik Ahrnbom e diretta da Mårten Klingberg. Il progetto è nato quando la casa di produzione sudcoreana Shotcake ha acquistato l'originale e ha chiesto alla sceneggiatrice Jo Yoo-jin di adattarlo. Jo, che ha scritto la sceneggiatura mentre era fidanzata con un pilota di linea, ha lavorato con l'obiettivo di creare un film che tutti, indipendentemente dall'età o dal sesso, potessero apprezzare in modo divertente e informale. Dopo aver concluso la sceneggiatura, l'ha consegnata al regista Han Jun-hee, il quale l'ha a sua volta passata alla collega Kim Han-gyul durante un incontro alla stazione di Hyehwa; Kim aveva conosciuto Han qualche tempo prima al XV Chungmuro Film Festival, e siccome aveva apprezzato il suo operato sul film del 2015 Chinatown e la serie televisiva del 2021 D.P., ha approcciato il progetto con fiducia. Quando Kim ha ricevuto la sceneggiatura, Jo Jung-suk era già stato scritturato per interpretare il protagonista: Han gli aveva dato il copione al Busan International Film Festival e Jo aveva accettato tre giorni dopo. Il suo casting è stato annunciato formalmente il 20 aprile 2022. L'attore ha perso 7 chilogrammi per il film e ha provato oltre un centinaio di abiti diversi per ottenere il look distintivo del suo personaggio.
Poiché Jo ha svolto ricerche approfondite mentre scriveva, Kim non ha avuto spazio per modificare la struttura della storia: ha quindi usato i dialoghi per dare tridimensionalità al personaggio di Jo Jung-suk, usando la personalità simpatica dell'attore come base e aggiungendo aspetti realistici e accattivanti, ma anche sgradevoli. La sua speranza era che il risultato finale avesse un'atmosfera simile a quella di Prova a prendermi di Steven Spielberg, in cui Leonardo DiCaprio si finge un pilota.
Prima che iniziasse la campagna pubblicitaria nella primavera 2024, Jo era l'unico attore conosciuto del cast. Sia Shin Seung-ho che Lee Ju-myoung sono stati annunciati il 19 aprile 2024, anche se un'esclusiva di Sports World aveva già scritto della partecipazione di Shin il 5 dicembre 2022.
All'inizio della pellicola appaiono Yoo Jae-suk e Jo Se-ho nei panni di se stessi mentre intervistano Han Jeong-woo al loro programma You Quiz on the Block. Altre celebrità che appaiono a sorpresa in Pilot sono il cantante Lee Chan-won e l'attore Kang Ha-neul, che nella sua scena nei titoli di coda interpreta un agente di polizia che va sotto copertura con l'aiuto dell'abilità nel trucco della vera Han Jeong-mi.
Le riprese sono durate da settembre a dicembre 2022, e si sono svolte in cinquanta sessioni, di cui due in Thailandia, viaggiando tra aeroporti e piste di volo.

## Promozione
Il 18 aprile 2024 è stato distribuito il poster principale, raffigurante Jo Jung-suk sia in abiti maschili che femminili, e un video teaser. Nel corso dei mesi successivi sono state pubblicate delle immagini promozionali dei personaggi e degli attori sul set, e un ulteriore teaser. Il 2 luglio è uscito il poster di gruppo, mentre il 15 luglio è stata la volta del trailer e di quattro locandine individuali per Jo, Lee, Han e Shin. Per pubblicizzare il film, Jo Jung-suk è apparso a IU's Palette il 17 luglio 2024, mentre tutti e quattro gli attori protagonisti hanno partecipato alla puntata del varietà DoReMi Market trasmessa su tvN il 27 luglio.

## Distribuzione
Pilot è uscito in Corea del Sud il 31 luglio 2024, con divieto ai minori di 12 anni. Anche il British Board of Film Classification gli ha dato una classificazione 12A, indicante contenuti non adatti a bambini sotto i 12 anni, che possono essere eventualmente accompagnati da un adulto. Il 24 novembre 2024 è diventato disponibile per la visione su Netflix. Il 27 aprile 2025 è stato presentato al Far East Film Festival.

## Accoglienza

### Incassi
Nel suo giorno di uscita in Corea del Sud, Pilot ha battuto il botteghino di debutto di Exhuma - La tomba del diavolo, il film con il maggior incasso del 2024, e di Milsu, il film con il maggior incasso dell'estate 2023. È rimasto in vetta al botteghino per tre giorni consecutivi dopo la sua uscita il 31 luglio, e ha raggiunto un milione di spettatori in quattro giorni, diventando il film più veloce dell'estate 2024 a raggiungere tale risultato. Ha venduto 2 milioni di biglietti in sette giorni, segnando nuovamente un record di velocità per l'estate 2024, e 3 milioni in meno di due settimane, dopo aver trascorso undici giorni consecutivi in cima al botteghino. Il 22 agosto è stato annunciato che aveva superato i 4 milioni di spettatori. Nel complesso, Pilot è stata la quarta pellicola più vista in Corea del Sud nel 2024 con 4 718 036 biglietti venduti e un incasso di 31,2 milioni di dollari statunitensi. Ha recuperato in nove giorni i costi di produzione, che si sono aggirati attorno ai 9,8 miliardi di won.

### Critica
Per Nam Si-woo di Cine21, che ha assegnato 4 stelle su 5, "Pilot costruisce un mondo tutto suo, un fantastico percorso su una fune che sfida le turbolenze sociali della Corea. Per salire comodamente a bordo dell'aereo pilotato da questo pilota travestito, bisogna abbracciare la fantasia della superiorità femminile. In un paese in cui l'idea stessa di essere una donna e trarne beneficio è impensabile, il film impianta una premessa da cavallo di Troia", presentando "una donna potente [Noh Moon-young] che eredita una compagnia aerea low-cost semplicemente perché è una donna, una pilota superba in ogni senso [Yoon Seul-ki], e Han Jeong-mi", le quali "esercitano al massimo il loro potere, le loro capacità e il loro ingegno, dominando una società coreana riorganizzata attorno alle capacità femminili. Gli uomini che si comportano in modo molesto e indecente vengono rapidamente licenziati o repressi, relegati ai margini della narrazione. La sola idea che una simile condanna sessista sia possibile è una premessa da fantasy".
Secondo Kang Ye-ji, di Munhwa News, Pilot "offre momenti inaspettatamente esilaranti ed evoca un'empatia che va oltre la semplice risata, facendo sì che gli spettatori tifino per il personaggio principale", ma il suo punto di forza è il fascino e l'alchimia degli attori più che la trama, "notevolmente monotona e prevedibile" e priva di un messaggio chiaro in quanto "è difficile individuare un singolo tema: sessualità, crescita personale o importanza della famiglia. Considerando che le questioni relative alla parità di genere possono essere un po' pesanti per una commedia, è stato un buon tentativo di fonderle con altre storie", ma la comprensione per le lotte femminili sviluppata da Han Jeong-woo diventando Han Jeong-mi "è apparsa un po' superficiale".

## Riconoscimenti
- Baeksang Arts Award
  - 2025 – Miglior attore cinematografico a Jo Jung-suk[38]
  - 2025 – Candidatura alla Miglior attrice cinematografica non protagonista a Han Sun-hwa[39]
  - 2025 – Candidatura al Miglior risultato tecnico nel cinema a Lee Seo-jin per il trucco[39]
- Blue Dragon Film Award[40]
  - 2024 – Candidatura alla Miglior attrice non protagonista a Han Sun-hwa
  - 2024 – Candidatura alla Miglior attrice emergente a Lee Ju-myoung
- Director's Cut Award[41]
  - 2025 – Candidatura alla Miglior attrice cinematografica emergente a Han Sun-hwa
- Korean Culture and Entertainment Award[42]
  - 2024 – Premio all'eccellenza a Lee Ju-myoung
- Seoul International Award[43]
  - 2024 – Miglior attrice emergente a Lee Ju-myoung
- Women In Film Korea Festival[44]
  - 2024 – Miglior attrice emergente a Lee Ju-myoung